# Bierwce (gromada)
Bierwce – dawna gromada, czyli najmniejsza jednostka podziału terytorialnego Polskiej Rzeczypospolitej Ludowej w latach 1954–1972.
Gromady, z gromadzkimi radami narodowymi (GRN) jako organami władzy najniższego stopnia na wsi, funkcjonowały od reformy reorganizującej administrację wiejską przeprowadzonej jesienią 1954 do momentu ich zniesienia z dniem 1 stycznia 1973, tym samym wypierając organizację gminną w latach 1954–1972.
Gromadę Bierwce siedzibą GRN w Bierwcach utworzono – jako jedną z 8759 gromad na obszarze Polski – w powiecie radomskim w woj. kieleckim, na mocy uchwały nr 13i/54 WRN w Kielcach z dnia 29 września 1954. W skład jednostki weszły obszary dotychczasowych gromad Bierwce, Bierwiecka Wola, Wierzchowiny, Jeziorno i Boża Wola ze zniesionej gminy Jedlińsk w powiecie radomskim oraz obszar dotychczasowej gromady Kruszyny ze zniesionej gminy Bobrowniki w powiecie kozienickim. Dla gromady ustalono 20 członków gromadzkiej rady narodowej.
31 grudnia 1961 do gromady Bierwce przyłączono wieś Zawady Stare oraz kolonie Janki i Moczydło ze zniesionej gromady Zawady.
1 lipca 1967 z gromady Bierwce wyłączono wieś Nowa Wola włączając ją do gromady Jedlińsk (uchwałę opublikowano dopiero 25 kwietnia 1969).
Gromada przetrwała do końca 1972 roku, czyli do kolejnej reformy gminnej.